# Гейджтаун
Ба́за обеспечения 5-й Канадской дивизии «Гейджта́ун» (англ. 5th Canadian Division Support Base Gagetown) — крупная база Канадских вооружённых сил, входящая в Группу поддержки 5-й Канадской дивизии на юго-западе провинции Нью-Брансуик, к югу от города Оромокто.

## Описание
База «Гейджтаун» расположена на юго-западе провинции Нью-Брансуик, к западу от реки Сент-Джон между городами Сент-Джон и Фредериктон. К северу от неё расположен город Оромокто, к югу — Уэлсфорд, а к западу — река Оромокто. 70 % населения Оромокто состоит из военнослужащих, работающих на базе «Гейджтаун». База «Гейджтаун» и её тренировочная зона занимают площадь 1100 км²: поэтому она является одной из крупнейших баз Канады и Содружества. На базе постоянно занято около 4000 военнослужащих и 700 гражданских. База «Гейджтаун» — крупнейший работодатель общественного сектора в провинции Нью-Брансуик. На базе размещён ряд операционных, технических и образовательных подразделений. Там располагается Центр боевой подготовки, в состав которого входят школы всех родов войск Канадских вооружённых сил.

## Подразделения, размещённые на базе «Гейджтаун»
База является местом дислокации пяти оперативных подразделений:
- 2-й батальон Королевского канадского полка
- 4-й полк ПВО
- 4-й инженерный полк поддержки
- 403-я учебная вертолётная эскадрилья боевой подготовки 1-го крыла Королевских ВВС
- Танковый эскадрон C Королевских канадских драгун

| Единица                                                     | Вид                       |
| ----------------------------------------------------------- | ------------------------- |
| Группа поддержки 5-й Канадской дивизии                      |                           |
| Эскадрон войск связи группы поддержки 5-й Канадской дивизии | Войска связи              |
| Центр боевой подготовки                                     | Штаб школ                 |
| Школа артиллерии                                            |                           |
| Школа танковых войск                                        |                           |
| Школа пехоты                                                |                           |
| Школа военных инженеров Канадских вооружённых сил           |                           |
| Школа электроники и связи Канадских вооружённых сил         |                           |
| Учебный центр 5-й Канадской дивизии                         | Штаб образования в округе |
| Опытное и оценочное подразделение сухопутных войск          | Испытания оборудования    |
| Призывной центр Канадских вооружённых сил в Гейджтауне      |                           |
| Отделение курсантов Нью-Брансуика и Острова Принца Эдуарда  |                           |
| Летний учебный центр курсантов «Армия аргонавтов»           |                           |

## История
В начале Холодной войны у канадских служб планирования обороны возникла необходимость обеспечения Канадской армии современным образовательным центром, где бригадные, дивизионные соединения бронетанковых войск, пехоты и артиллерии могли бы тренироваться при подготовке к обороне Западной Европы в соответствии с обязательствами Канады по Североатлантическому договору. Центр должен был располагаться относительно недалеко от какого-либо незамерзающего атлантического порта и иметь удобное железнодорожное сообщение с другими городами.
БКВС Гейджтаун была официально открыта в 1958 году. Об открытии базы в Нью-Брансуике стало известно летом 1952, а работы по обезлесению и строительство начались в 1953 году. В обустройстве базы было занято две-три тысячи человек. Название лагеря было позаимствовано у деревни Гейджтаун, расположенной к северо-востоку от границы базы и земли которой база заняла. Первые крупные учения прошли на базе летом 1954 года, когда там тренировалась 3-я пехотная бригада Канады. Следующим летом там тренировалась и получала полное военное образование 1-я Канадская дивизия, что было впервые в Канаде.
В 1969 году на БКВС Гейджтаун был основан Центр боевой подготовки (ЦБП), а 3-я бригада была упразднена. Этот центр позволял объединить в одну цепочку командования и в одном месте школы пехоты, танковых войск и полевой артиллерии, которые ранее находились в Бордене в Онтарио и в Шило в Манитобе. Позднее на БКВС Гейджтаун появились школа тактики и школа военных инженеров. 1 апреля 2001 года Центр боевой подготовки был выделен из 3-й группы поддержки округа как отдельная организация и переведён под командование Системы обучения и подготовки сухопутных сил.